# 德國空軍野戰師

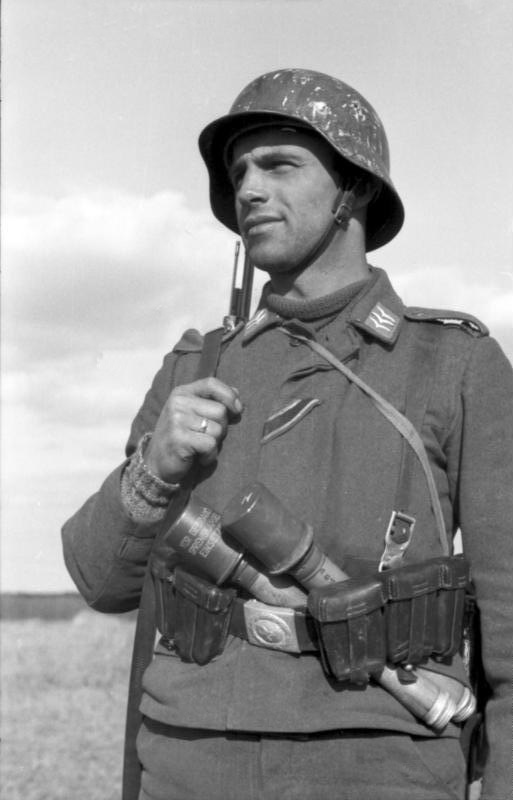
一名在俄羅斯境內的空軍野戰師准下士，攝於1942年3月

德國空軍野戰師（德語：Luftwaffen-Felddivision）是納粹德國空軍於第二次世界大戰期間的一種武裝部隊編制。

## 歷史
空軍野戰師最初於1942年10月獲批准建立；當時德意志國防軍的高層官員認為陸軍可以以借調其他軍種人員的方式來補充戰損及傷亡。時任納粹德國空軍總司令的赫爾曼·戈林規畫出一項組建受空軍指揮的地面步兵部隊的方案；這樣的規劃多少與當時空軍與陸軍意見不合有關。戈林相當以其所領導的空軍的政治影響力為傲；他甚至稱空軍傘兵為「政治士兵」。而以納粹政權的標準而言，陸軍相對「過於保守」（承襲了自德意志帝國以降的軍事傳統，因而被認為過於守舊）。

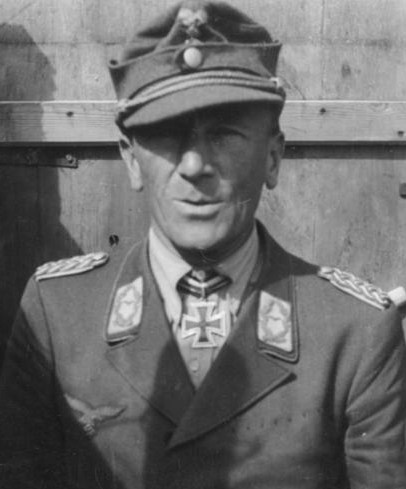
歐根·曼道爾將軍（Eugen Meindl），第1空軍野戰軍指揮官

計畫批准當時，空軍野戰師僅有20萬到25萬的德國空軍地勤、支援及其他人員可作為基礎部隊使用；後來的野戰師即是由這支部隊不斷擴編而來的。在最初的編制規劃下，空軍野戰師將下轄兩個獵兵兵團（每個兵團含有三個營）以及一個炮兵營與其他支援單位，但野戰師的規模將比同級的陸軍師級部隊要小得多。此外，由於戈林本人的特別要求，空軍野戰師不會參與進攻作戰，僅會在一些較無敵軍活動的地區擔任衛戍部隊。多數的空軍野戰單位皆被派往東部戰線，他們參與過的行動包括大盧基戰役、於巴格拉基昂行動中負責防守維捷布斯克，以及庫爾蘭口袋的戰鬥。除了上述戰事外，部分的空軍野戰師也曾參與其他戰區的戰鬥。
空軍野戰師初期仍由空軍總司令部指揮管轄，但至1943年下半年的未解編部隊悉數交予陸軍；陸軍將這些野戰師部隊重新編成普通的步兵師，下轄三個步槍兵團、每個兵團內包含兩個營（部隊的原始編號保留下來，「德國空軍」的番號亦加註於現存編號前，以資識別）。除此之外，陸軍亦安插了許多軍官至這些舊空軍部隊內。
作為地面戰鬥部隊，空軍野戰師的名聲相當糟糕。儘管德國空軍挑選新兵的標準極高，但由於空軍人員所受的訓練多半與航空有關，因此地面戰鬥的訓練則略嫌不足。在實際調度上，空軍野戰師多半被調往後方執行後勤任務，以緩解前線部隊的壓力。

## 作戰序列
- 第1空軍野戰師
- 第2空軍野戰師
- 第3空軍野戰師
- 第4空軍野戰師
- 第5空軍野戰師
- 第6空軍野戰師
- 第7空軍野戰師
- 第8空軍野戰師
- 第9空軍野戰師
- 第10空軍野戰師
- 第11空軍野戰師
- 第12空軍野戰師
- 第13空軍野戰師
- 第14空軍野戰師
- 第15空軍野戰師
- 第16空軍野戰師

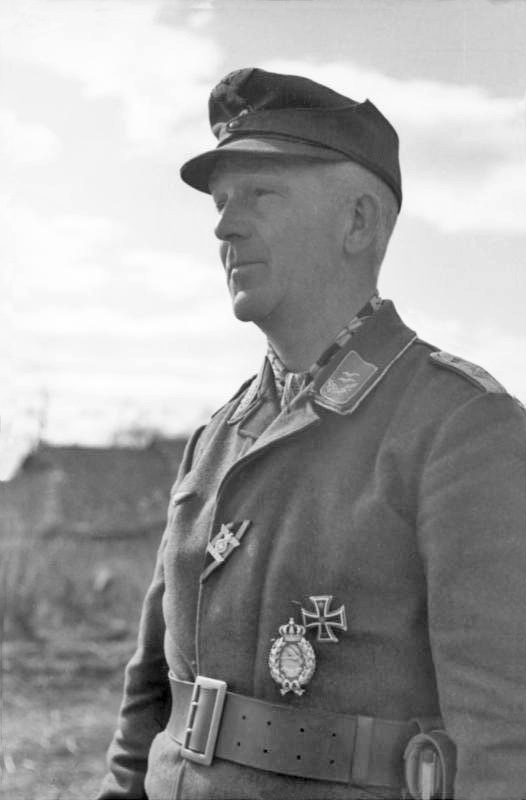
1942年3月，一名在俄羅斯的空軍野戰師中尉。

  - 最終移交由陸軍指揮，重編為第16空軍步兵師，後又被改組為第16國民擲彈兵師
- 第17空軍野戰師
- 第18空軍野戰師
- 第19空軍野戰師（後被重編為第19空軍突擊師）
  - 最終移交由陸軍指揮，重編為第19擲彈兵師，後又被改組為第16國民擲彈兵師
- 第20空軍野戰師（後被重編為第20空軍突擊師）
- 第21空軍野戰師
- 第22空軍野戰師－計畫組建的部隊，但從未編成，其下級單位後來被分派至其他師